# Nagroda Asahi
Nagroda Asahi (jap. 朝日賞 Asahi Shō) – japońska nagroda, przyznawana przez gazetę „Asahi Shimbun” oraz Fundację Kultury Asahi Shimbun (jap. 朝日新聞文化財団 Asahi Shimbun Bunka Zaidan)). Wręczana jest osobom i grupom o wyjątkowych osiągnięciach w dziedzinie akademickiej oraz sztuki, które wniosły znaczący wkład w rozwój japońskiej kultury oraz społeczeństwa. Wielu laureatów Nagrody Asahi otrzymało później Nagrodę Nobla bądź Order Kultury.
Nagrodę po raz pierwszy wręczono w 1929 roku, z okazji 50-lecia istnienia „Asahi Shimbun”. Początkowo podzielona była na trzy kategorie: kultura, dobrobyt i kultura fizyczyna. W 1975 dwie ostatnie kategorie stały się niezależnymi nagrodami. W maju 1992 roku powołano Fundację Kultury Asahi Shimbun. Osoby wyróżnione są ogłaszane każdego pierwszego stycznia na łamach Asahi Shimbun. Ceremonia wręczenia odbywa się pod koniec stycznia, laureaci otrzymują statuetkę z brązu autorstwa Tadayoshi Satō oraz 5 milionów jenów.

## Odznaczeni
Wśród laureatów Nagrody Asahi są m.in.
- 1929: Shōyō Tsubouchi, pisarz i krytyk, przełożył na japoński wszystkie sztuki Williama Szekspira
- 1940: Shinobu Ishihara, okulista, twórca tablic Ishihary
- 1946: Shin’ichirō Tomonaga, fizyk, laureat Nagrody Nobla w dziedziny fizyki za 2005 rok
- 1948: Jun’ichirō Tanizaki, nominowany do Nagrody Nobla w dziedzinie literatury w 1964 roku
- 1964: Kenzō Tange, architekt, laureat Nagrody Pritzkera za 1987 rok
- 1965: Akira Kurosawa, filmowiec
- 1967: Heisuke Hironaka, matematyk, laureat Medalu Fieldsa za 1970 rok
- 1977: Kiyoshi Itō, matematyk, laureat Nagrody Carla Friedricha Gaussa za 2006 rok
- 1981:
  - Tasuku Honjo, immunolog, laureat Nagrody Nobla w dziedzinie medycyny za 2018 rok
  - Susumu Tonegawa, biolog, laureat Nagrody Nobla w dziedzinie medycyny za 1987 rok
- 1987:
  - Arata Isozaki, architekt, projektant gmachu Muzeum Sztuki i Techniki Japońskiej „Manggha”
  - Masatoshi Koshiba, fizyk, laureat Nagrody Nobla z dziedziny fizyki za 2002 rok
  - Osamu Tezuka, mangaka, reżyser filmów anime, autor Kimby, białego lwa
- 1992:
  - Fumihiko Maki, architekt, laureat Nagrody Pritzkera za 1993 rok
  - Ryōji Noyori, chemik, laureat Nagrody Nobla w dziedzinie chemii za 2001 rok
- 1994:
  - Tadao Andō, architekt, laureat Nagrody Pritzkera za 1995 rok
  - Makoto Kobayashi, fizyk, laureat Nagrody Nobla z dziedziny fizyki za 2008 rok
  - Toshihide Masukawa, fizyk, laureat Nagrody Nobla z dziedziny fizyki za 2008 rok
  - Kenzaburō Ōe, prozaik i eseista, laureat Nagrody Nobla w dziedzinie literatury za 1994 rok
- 1995: Syukuro Manabe, fizyk, laureat Nagrody Nobla w dziedzinie fizyki za 2021
- 1998: Michio Mado, poeta, laureat Nagrody im. Hansa Christiana Andersena za 1994 rok
- 1999: Sadako Ogata, dyplomatka Wysoki komisarz Narodów Zjednoczonych do spraw uchodźców w latach 1990-2000
- 2000:
  - Isamu Akasaki, fizyk, laureat Nagrody Nobla w dziedziny fizyki za 2014 roku
  - Shūji Nakamura, fizyk, laureat Nagrody Nobla w dziedziny fizyki za 2014 roku
- 2001: Hayao Miyazaki, reżyser filmów animowanych, laureat Honorowego Złotego Lwa (2005) i Honorowego Oscara (2015)
- 2004: Shin’ya Yamanaka, lekarz, Nagrody Nobla w dziedzinie medycyny za 2012 rok
- 2005: Hiroyuki Iwaki, dyrygent, laureat Orderu Australii
- 2006:
  - Haruki Murakami, pisarz
  - Osamu Shimomura, biochemik, laureat Nagrody Nobla w dziedzinie chemii za 2008 rok
- 2008: Yoshinori Ōsumi, biolog, laureat Nagrody Nobla w dziedzinie medycyny za 2016 rok
- 2009: Toyoo Itō, architekt, laureat Nagrody Pritzkera za 2013 rok
- 2014: Satoshi Ōmura, biochemik, laureat Nagrody Nobla w dziedzinie chemii za 2015 rok